# Armadas de la India
Las armadas de la India (en portugués, armadas da Índia) eran una flotas organizadas por la Corona portuguesa y enviadas anualmente a la India, sobre todo a Goa. Estas armadas emprendía la llamada carreira da Índia siguiendo la ruta marítima alrededor del cabo de Buena Esperanza, abierta por Vasco de Gama entre 1497 y 1499. Entre 1497 y 1650 partieron 1033 flotas desde Lisboa hacia la carrera de la India.